# روپوست (جانورشناسی)
در جانورشناسی، روپوست (به انگلیسی: Epiderm)، یک بافت پوششی (ورقه سلولی) است که بدن یک هوپس‌زیان (جانور پیچیده‌تر از اسفنج) را می‌پوشاند. هوپس‌زیان دارای حفره‌ای هستند که با یک بافت پوششی مشابه، شکم‌پوست پوشانده شده است، که در دهان مرزی با روپوست ایجاد می‌کند.
اسفنج‌ها بافت پوششی ندارند و در نتیجه روپوست یا شکم‌پوست ندارند. روپوست در یک بی‌مهره پیچیده‌تر تنها یک لایه عمیق است و ممکن است توسط یک کوتیکول غیرسلولی محافظت شود. روپوست مهره‌داران بالاتر دارای لایه‌های زیادی است و لایه‌های بیرونی با کراتین تقویت شده و سپس می‌میرند.